# فيليبي ماتشادو (صحفي)
فيليبي ماتشادو (بالإنجليزية: Felipe Machado)‏ (4 أغسطس 1970، ساو باولو في البرازيل)؛ صحفي، كاتب وروائي برازيلي.